# Antero J. Svensson
Antero J. Svensson, finski general, * 30. november 1892, Raisio, Finska, † 26. april 1946, Helsinki, Finska. 